# Ettenheim
Ettenheim è una città tedesca di 13 871 abitanti, situata nel land del Baden-Württemberg.
Storicamente, fino al 1803, fu feudo Imperiale dei Principi vescovi di Strasburgo, diventando la capitale della parte "orientale" del principato vescovile di Strasburgo (vi morì nello stesso anno il suo ultimo principe-vescovo Louis-René-Édouard de Rohan-Guéménée), poi annesso all'Elettorato di Baden.
Nel 1804 la cittadina divenne famosa per il cosiddetto affare del duca d'Enghien quando il principe Luigi Antonio di Borbone-Condé vi venne rapito per poi essere fucilato su ordine di Napoleone con la falsa accusa di complotto contro di lui.